# Gordan Irović
Gordan Irović (szerb cirill betűkkel Гордан Ировић; Belgrád, 1934. július 2. – 1995) szerb labdarúgókapus. 
A jugoszláv válogatott tagjaként részt vett az 1958-as világbajnokságon.

## Sikerei, díjai
Dinamo Zagreb
- Jugoszláv bajnok (2): 1953–54, 1957–58
- Jugoszláv kupa (2): 1959–60, 1962–63
- Vásárvárosok kupája döntős (1): 1963